# YU+KI
YU+KI（ユーキ、4月14日 - ）は、日本のミュージシャン、作詞家、作曲家で、ボーカリスト。長崎県西彼杵郡長与町出身。
1998年、ヴィジュアル系ハードロックバンド「JURASSIC」を結成。2002年、ポリスターよりメジャーデビュー。2004年、JURASSIC解散。
その後「DROWNING」「EVER+LAST」「SIXX FOURTEEN」を経て、
現在は「戦国時代－The age of civil wars－」のボーカルNao-Aとして活動する。他ソロ活動としてアニソンも歌っている。
2018年JURASSIC復活。

## 来歴
- 1998年1月 - 「JURASSIC」結成。（ヴォーカル・作詞作曲担当）
- 1999年6月 - GET PROMOTION主催オーディションでグランプリを獲得。
- 1999年9月 - 長崎市電にJURASSIC号が登場し、署名運動によって同年11月までの運行予定が翌年5月まで延長する。
- 1999年10月 - 1st mini Album『JURASSIC』発売。福岡、長崎、熊本、大分、鹿児島でインディーズチャート1位に輝く。
- 1999年12月 - 初のワンマンライヴツアー（福岡、長崎、熊本、鹿児島）
- 2000年7月 - 初の全国ツアー遂行（～9月）
- 2001年7月 - Maxi Single「Go to the limit」リリース。格闘技「PRIDE」オフィシャルテーマソングとして起用。
- 2001年11月 - 「PRIDE 17」の東京ドームでのイベントで、特設ステージで演奏、50,000人の観客の熱気を圧倒。
- 2002年4月 - Maxi Single「The brightest」でポリスターよりメジャーデビュー。
  - コカ・コーラ鈴鹿8時間耐久ロードレース第25回記念大会イメージソングに。
  - カップリング曲「ずっときっと…」CX<南国楽園ショー>エンディングソング
- 2002年8月 - コカ・コーラ”鈴鹿8時間耐久ロードレース前夜祭出演。
- 2002年11月 - メジャーデビュー後初のmini Album「ROCK THE WILD SIDE」をリリース。
- 2003年5月 - NHK『ポップジャム』に初出演。
- 2004年12月 - 「JURASSIC」解散。
- 2008年12月 -「EVER+LAST」結成。活動開始。
- 2009年4月 - TV東京系アニメ『メタルファイト ベイブレード』のオープニングテーマ曲「メタルファイト ベイブレード」歌唱担当
- 2010年4月 - TV東京系アニメ『メタルファイト ベイブレード 爆』のオープニングテーマ曲「ギャラクシーハート」歌唱担当
- 2010年7月 - 「JURASSIC」復活LIVE(長崎・東京)
- 2011年4月 - TV東京系アニメ『メタルファイト ベイブレード 4D』のオープニングテーマ曲「心の勇気」作詞作曲歌唱担当
- 2011年4月 - TV東京系アニメ『メタルファイト ベイブレード 4D』のエンディングテーマ曲「Destiny / 唐澤有弥 feat. YU+KI 」作詞作曲プロデュース担当
- 2011年6月 - メンバーの体調不良による治療専念のため「EVER+LAST」活動休止。
- 2012年4月 - TV東京系アニメ『メタルファイト ベイブレード ZEROG』のオープニングテーマ曲「ZEROG ベイ!ゴー!」作詞作曲歌唱担当
- 2012年4月 - TV東京系アニメ『メタルファイト ベイブレード ZEROG』のエンディングテーマ曲「上を向いて笑ってWe Go!」」作詞作曲歌唱担当
- 2016年8月 - 「JURASSIC」限定復活LIVE(東京TSUTAYA O-WEST)
- 2017年1月 - 「戦国時代－The age of civil wars－」活動開始。
- 2017年8月 - 「JURASSIC」１日限定復活LIVE(東京TSUTAYA O-WEST)
- 2017年11月 - 「戦国時代－The age of civil wars－」 1st Album『初陣－First battle－』リリース。
- 2017年12月 - 「戦国時代－The age of civil wars－」ワンマンLIVE開催。
- 2018年８月 - 「戦国時代－The age of civil wars－」関東ツアー開催。
- 2018年11月 - 「戦国時代－The age of civil wars－」秋ツアー開催。
- 2018年11月 - 「JURASSIC」 Single『LOST MY WORLD/follow one's heart』リリース。
- 2018年12月 - 「JURASSIC」20thANNIVERSARYツアー開催(東京・大阪・名古屋・長崎)

## ディスコグラフィ
以下はソロでの作品の記述。

### シングル
- 『メタルファイト ベイブレード/ギャラクシーハート』（2010年8月18日）
- 『心の勇気』（2011年8月17日）